# 矢内商店
株式会社矢内商店（やうちしょうてん、英語: Yauchi-Syouten co.,ltd.）は兵庫県神戸市に本社を置く氷屋である。

## 概要
1932年創業以来、太平洋戦争の期間を除き、現在に至るまで氷の取り扱いを続けてきた。
神戸市内を中心として、約二千件に及ぶ取引先を有する。中ホテルやスナック、バー、喫茶店などへ飲食用の氷を出荷するほか、氷を使ったさまざまな造形物の製作も手がけている。三ノ宮センター街で開催されるイベントには毎年氷のオブジェを出展するほか、衣料品メーカーの販促用途には紳士向けシャツを封じ込めた氷を制作し注目を集めた。氷でできたジョッキ、グラスなども製品化している。丸い氷や、氷に文字を彫る機械など自社開発・製造している。2025年には世界初の六角柱の氷の生産プラントも自社開発・製造している。氷の加工技術は世界トップクラスにある。氷のほかにはドライアイス、プロパンガス、備長炭、灯油を販売を行っている。
元町通の社屋の場所には山本周五郎が短期間勤めていた出版社「夜の神戸社」があった。